# Направляемый автобус

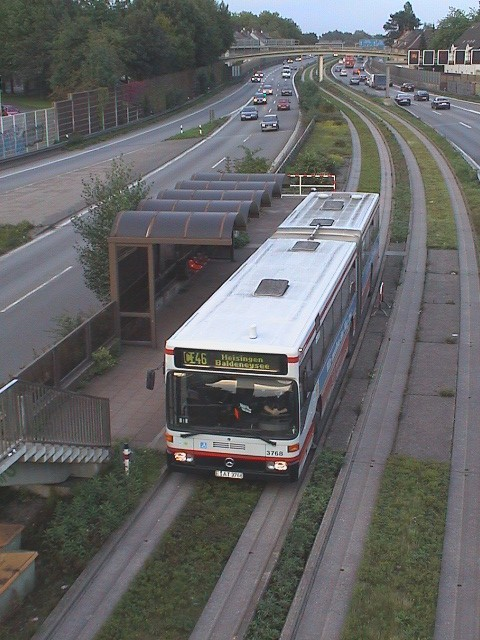
Направляемый автобус в Эссене, Германия

Направля́емый авто́бус (англ. guided bus), или шпу́рбус (нем. Spurbus) — вид общественного транспорта, при котором транспортное средство (автобус, троллейбус, дуобус, в последних двух случаях для обозначения также используются комбинированные термины шпуртролле́йбус или шпурдуо́бус) автоматически удерживается на траектории своего движения по маршруту специальными направляющими (иногда в виде рельсов, реже — оптическими или магнитными системами). Полоса движения направляемого автобуса отделена от остального транспорта. Направляемый автобус призван соединить достоинства автобуса (троллейбуса) и трамвая. В настоящее время направляемые автобусы наиболее активно развиваются во Франции.

## Автобусы с направляющими роликами

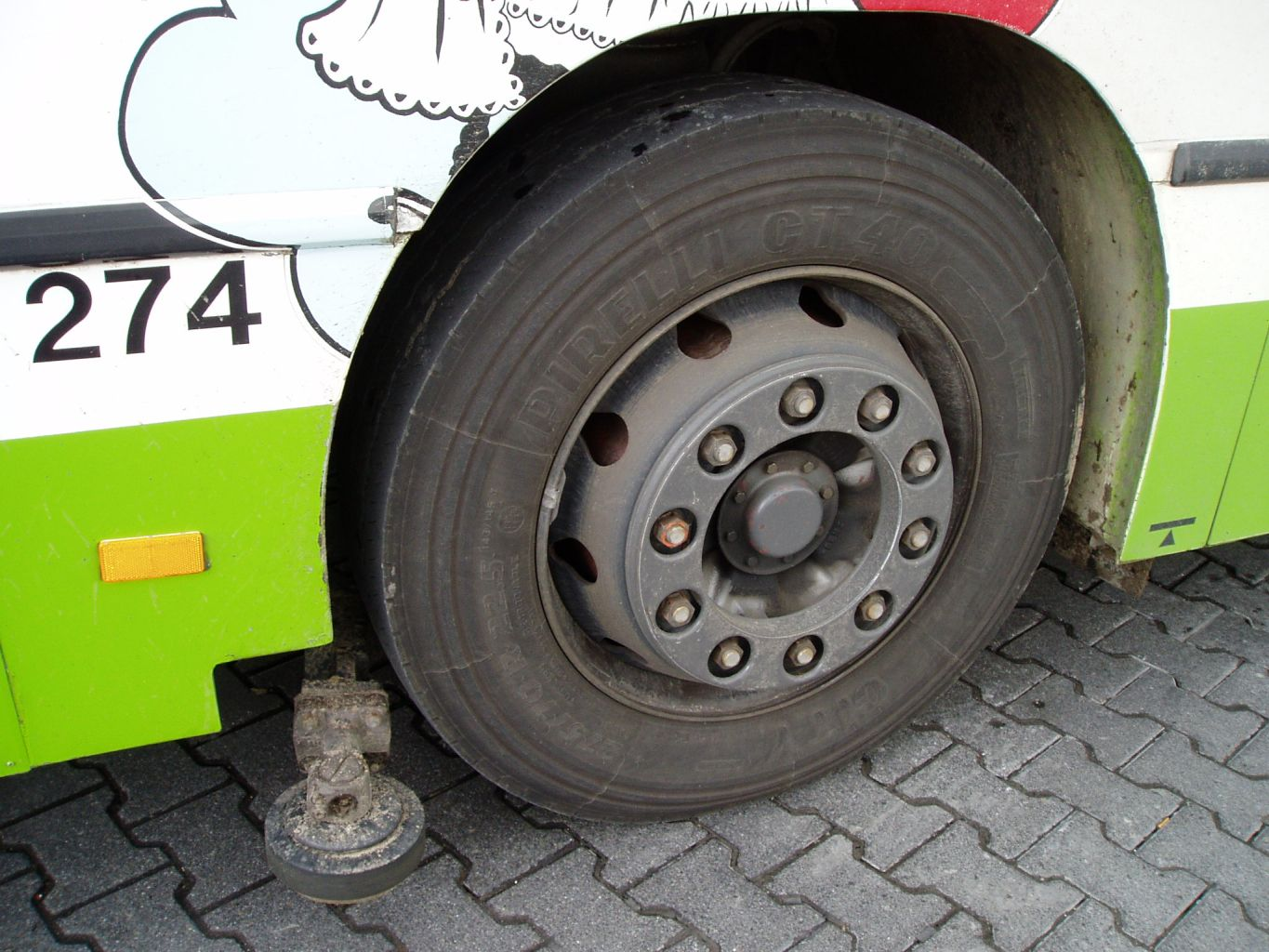
Направляющий ролик

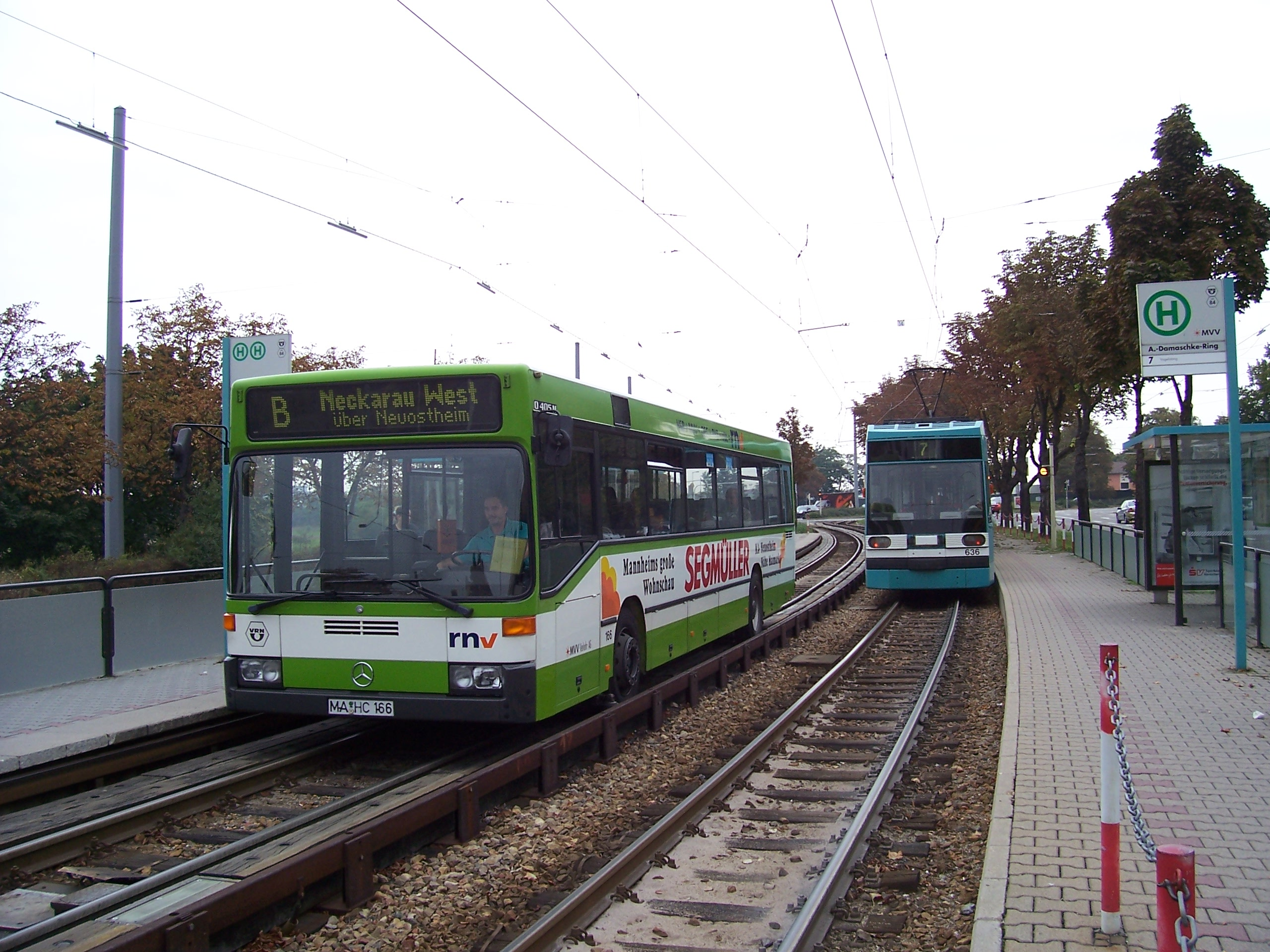
Совмещённая линия трамвая и направляемого автобуса, Мангейм

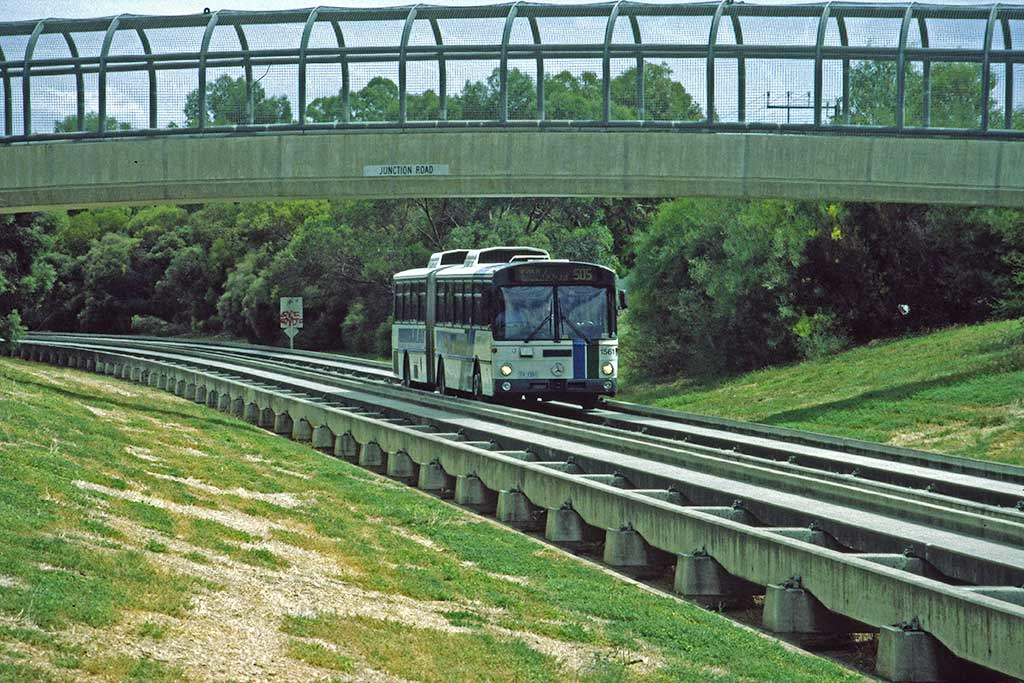
Линия направляемого автобуса в Аделаиде (Австралия)

Эта система была разработана в Германии в 1970-х годах компанией «Мерседес-Бенц». Развитие проекта поддерживало федеральное правительство. Первоначальной целью было обеспечение возможности безаварийной эксплуатации автобусов (троллейбусов) в тоннелях узкого габарита.
Система с направляющими колёсиками позволяет использовать обыкновенные автобусы, при этом процесс их переоборудования не очень сложен. Система чисто механическая, без сложных и потенциально ненадёжных электронных и компьютерных компонентов.
Полоса движения такого автобуса с обеих сторон ограничена вертикальными направляющими, представляющими собой нечто вроде металлического бордюра. Установленные на автобусе направляющие ролики, будучи прижатыми к направляющим, корректируют через рулевую систему курс автобуса. За пределами оборудованной таким образом полосы направляемый экипаж управляется водителем как обычный автобус. Необходимость устраивать продольные направляющие вдоль трассы затрудняет строительство трасс направляемого автобуса такого типа в городах.
В Эссене шпурдуобусы использовались в одном тоннеле с трамваем с начала 1980-х годов до 1998 года, когда эксплуатация их была прекращена вследствие многочисленных проблем технического свойства. В Маннгейме в течение долгого времени трасса направляемого автобуса на протяжении нескольких сотен метров была совмещена с трамвайной линией. Эта ситуация существовала с мая 1992 года до сентября 2005 года. В сентябре 2005 года автобусы, оборудованные направляющими колёсиками, были списаны по старости, в то время как новые автобусы этой системой не оборудовались.
Сейчас направляемые автобусы этой системы наиболее распространены в Великобритании. Там трассы таких автобусов имеются в следующих городах:
- Ипсуич (Ipswich) — с 1995 года;
- Лидс (Leeds) — с 1995 года;
- Брадфорд (Bradford) — с октября 2001 года;
- Кроули (Crawley) — с августа 2003 года;
- Эдинбург (Edinburgh) — с декабря 2004 года.

Самая длинная линия направляемого автобуса с направляющими роликами, известная как O-Bahn, находится в Аделаиде (Австралия). Она была открыта 1986 году и имеет протяжённость в 12 километров.

## Система с центральным направляющим рельсом

### Трамвай на шинах

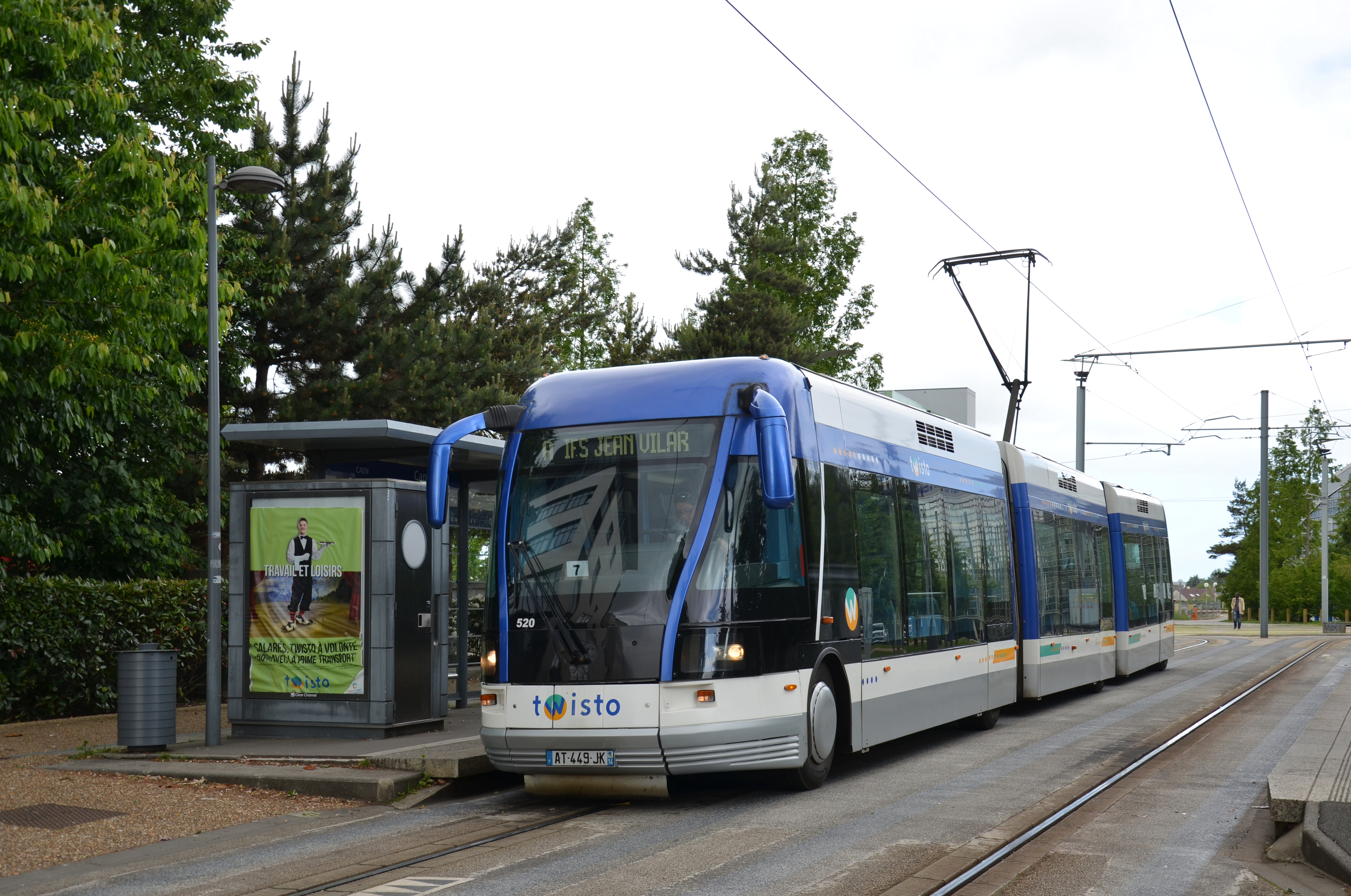
«Трамвай на шинах», Кан

Эта система была разработана во Франции и известна там под названием Transport sur Voie Réservée. Вместо неудобных вертикальных продольных направляющих в центре полосы уложен направляющий рельс. Посередине под полом транспортного средства расположено направляющее колесо, катящееся по рельсу, однако ведущими являются колёса автобусного типа с шинами. Транспортное средство внешне напоминает сочленённый трамвай, в то же время технически оно ближе к троллейбусу, чем к трамваю, так как не опирается на рельсы. Тем не менее, разработчик называет систему «трамвай на шинах» (фр. tramway sur pneus).
В настоящее время «трамвай на шинах» работает в двух французских городах: Нанси (с 2000 года) и Кане (с 2002 года, к 2018 году будет переделана в обычный трамвай). В Нанси транспортные средства питаются от двухпроводной контактной сети, аналогичной троллейбусной, в Кане — от однопроводной (через пантограф), роль второго провода играет направляющий рельс.

### Транслор
Существует и другая подобная система — фр. translohr (по названию разработавшей ей фирмы «Lohr Industrie» из Страсбурга). Здесь также используется центральный направляющий рельс, но, в отличие от систем Нанси и Кана, транспортное средство имеет два направляющих колеса, которые не просто едут по рельсу, а «держатся» за него. По всей видимости, это связано с тем, что в Нанси троллейбусы несколько раз сходили с рельс (система translohr была разработана позднее).

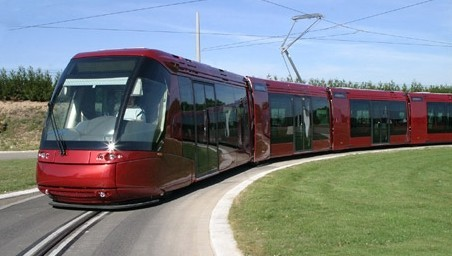
Транслёр в г. Клермон-Ферран

В настоящее время транслёр функционирует в городах Клермон-Ферран (Франция), Тяньцзинь (Китай), Падуя (Италия) (см. Трамвай на шинах Падуи).

Схема направляющего рельса и колеса, трамвай на шинах в Нанси и Кане
Схема направляющего рельса и колеса, транслёр

## Оптические и магнитные системы

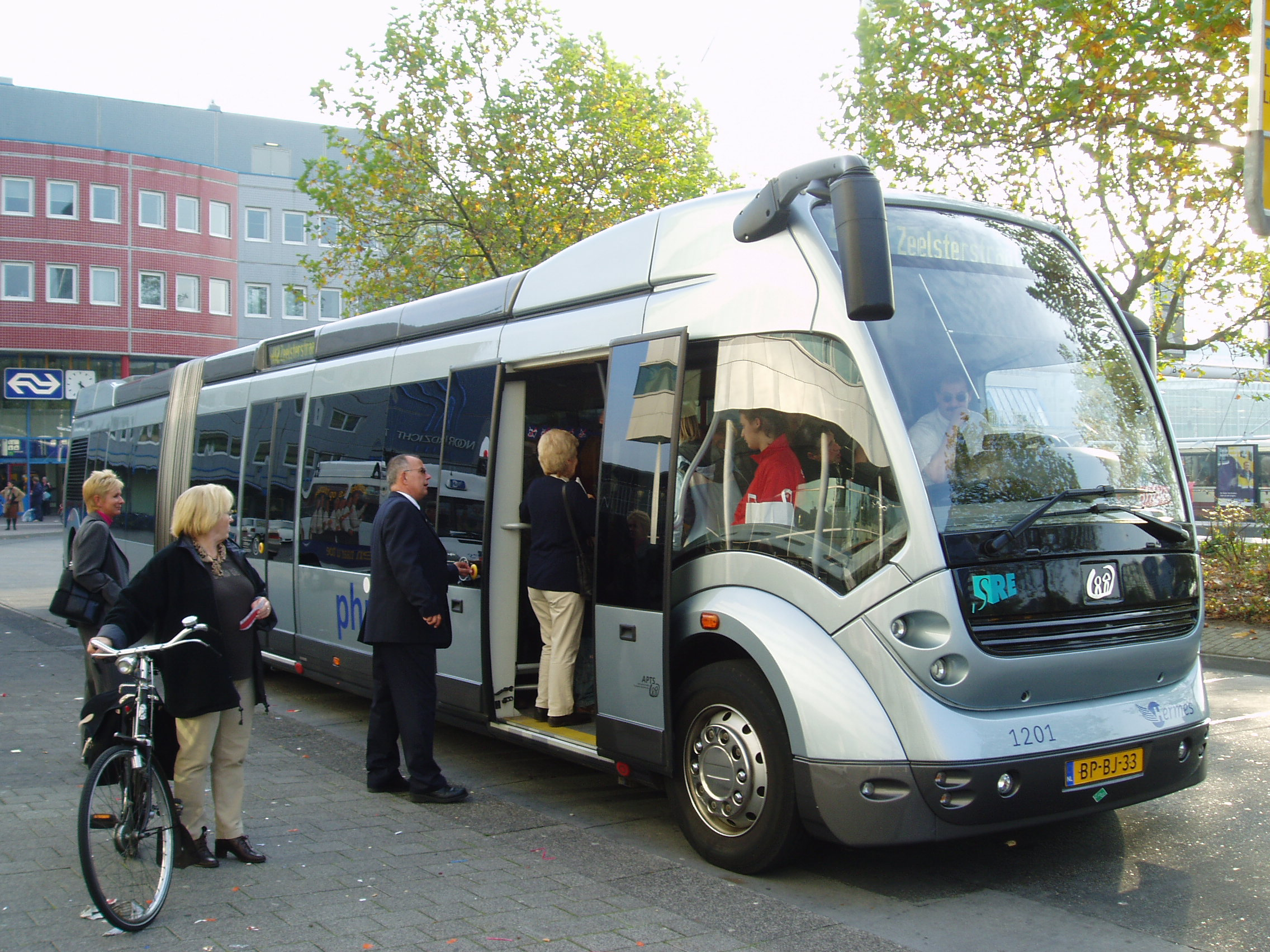
Автобус Филиас, управляемый при помощи системы FROG, на улицах Эйндховена, Нидерланды

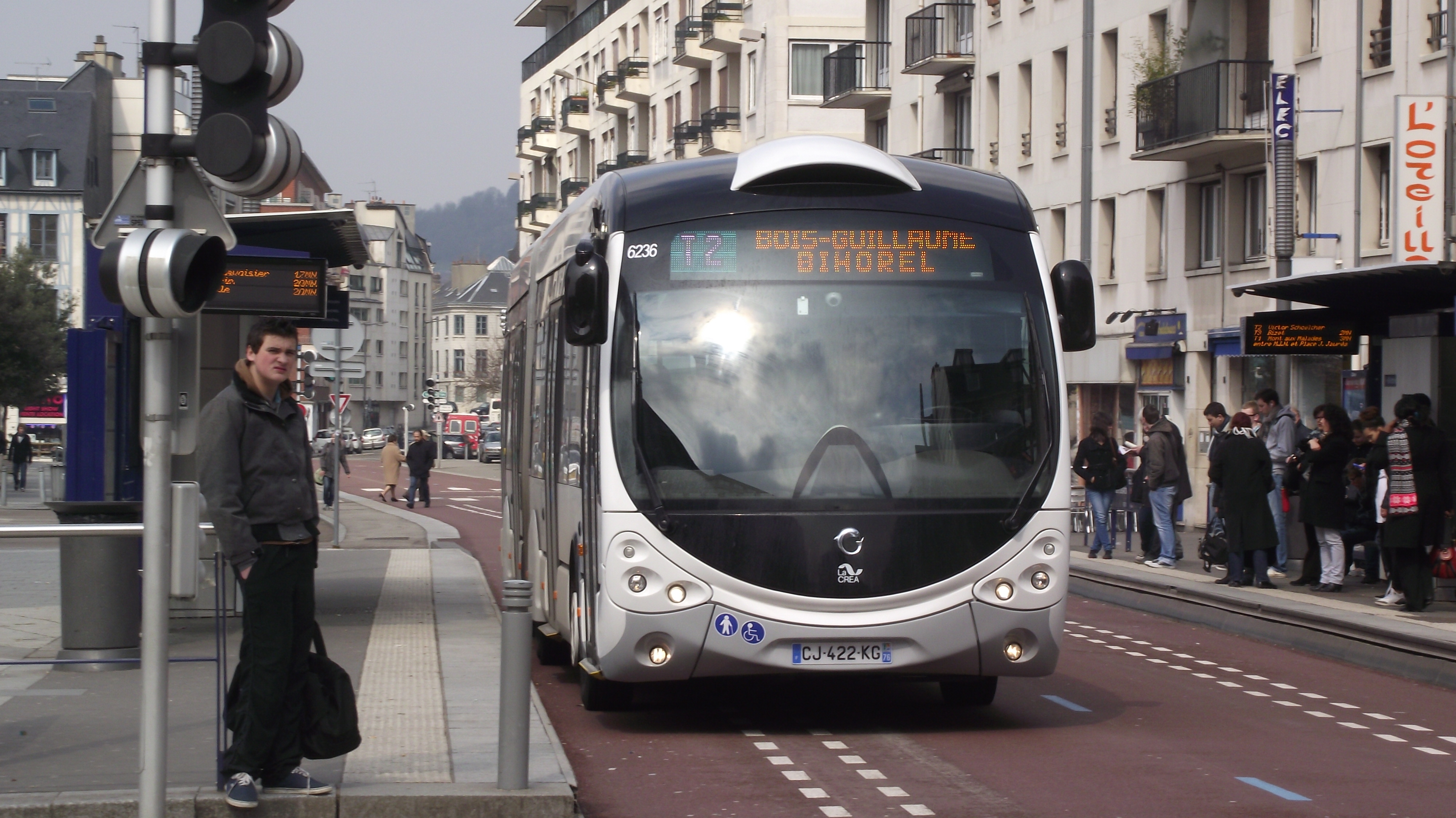
Автобус, использующий разметку на дороге для подъезда к остановке по заранее заданной траектории (Руан, Франция)

Существуют системы, где отсутствует механический контакт автобуса с направляющим устройством. В Лас-Вегасе (США) с 2004 года используется направляемый автобус, управляемый двумя видеокамерами, которые следят за белыми полосами на дороге. Эта система называется Civis, она была разработана компаниями «Irisbus» (группа «Iveco») и «Matra Transport International» (концерн «Siemens»).
Нидерландская фирма 2getthere разработала систему FROG (free ranging on grid). Маршрут следования заложен в бортовой компьютер автобуса, который определяет своё местоположение по магнитным меткам на дороге.
Систему FROG используют автоматические микроавтобусы ParkShuttle в Роттердаме и система Филеас в Эйндховене.